# Bill Evans at the Montreux Jazz Festival
Bill Evans at the Montreux Jazz Festival è un album dal vivo del musicista statunitense Bill Evans, pubblicato nel 1968.

## Tracce
1. Spoken Introduction – 0:57
2. One for Helen (Bill Evans) – 4:22
3. A Sleepin' Bee (Harold Arlen, Truman Capote) – 6:05
4. Mother of Earl (Earl Zindars) – 5:14
5. Nardis (Miles Davis) – 8:23
6. Quiet Now (Denny Zeitlin) – 6:26
7. I Loves You, Porgy (George Gershwin, Ira Gershwin, DuBose Heyward) – 6:00
8. The Touch of Your Lips (Ray Noble) – 4:45
9. Embraceable You (George Gershwin, Ira Gershwin) – 6:45
10. Some Day My Prince Will Come (Frank Churchill, Larry Morey) – 6:08
11. Walkin' Up (Evans) – 3:34

## Formazione
- Bill Evans - piano
- Eddie Gómez - contrabbasso
- Jack DeJohnette - batteria